# Denise Bronzetti
Denise Bronzetti, née le 12 décembre 1972 à Saint-Marin, est une femme politique saint-marinaise, membre du Parti des socialistes et des démocrates. Elle est capitaine-régente du 1er octobre 2012 au 1er avril 2013 avec Teodoro Lonfernini, et de nouveau depuis le 1er avril 2025, avec Italo Righi.

## Biographie
En 2006, Denise Bronzetti est élue députée au Grand Conseil général et réélue depuis à chaque scrutin. En septembre 2012, elle est élue capitaine-régente, avec Teodoro Lonfernini, pour la période du 1er octobre 2012 au 1er avril 2013. Elle est de nouveau élue capitaine-régente en mars 2025, avec Italo Righi, pour la période du 1er avril au 1er octobre 2025.